# Fallout (serie de televisión)
Fallout es una serie de televisión estadounidense postapocalíptica y drama creada por Graham Wagner y Geneva Robertson-Dworet para Amazon Prime Video. Basada en la franquicia de videojuegos de rol creada por Tim Cain y Leonard Boyarsky, la serie se ambienta dos siglos después de la Gran Guerra de 2077, en la que la sociedad se derrumbó tras un holocausto nuclear. La serie está protagonizada por Ella Purnell, Aaron Moten, Kyle MacLachlan, Moisés Arias, Xelia Mendes-Jones y Walton Goggins.
Amazon adquirió los derechos para producir un proyecto de acción real en 2020, y la serie se anunció en julio, con Kilter Films, de Jonathan Nolan y Lisa Joy, y Bethesda Game Studios en la producción. Nolan dirigió los tres primeros episodios. Todd Howard, productor de Bethesda Game Studios y director de varios juegos de la serie, se unió como productor ejecutivo junto a Nolan y Joy. Robertson-Dworet y Wagner fueron contratados como showrunners de la serie en enero de 2022, y Goggins y Purnell fueron elegidos en febrero y marzo, respectivamente.
Fallout se estrenó en Prime Video el 10 de abril de 2024. La serie recibió críticas generalmente positivas, con elogios para las actuaciones (particularmente de Purnell, Moten y Goggins), el guion, los efectos visuales, el diseño de producción y la fidelidad al material original. Más tarde ese mes, la serie fue renovada para una segunda temporada, cuyo estreno está programado para el 17 de diciembre de 2025. En mayo de 2025, antes del estreno de la segunda temporada, la serie fue renovada para una tercera temporada. Fallout también fue nominada a 17 Primetime Emmy Awards, incluyendo Serie Dramática Destacada y Mejor actor en Serie Dramática Destacada para Goggins.

## Argumento
La serie retrata las secuelas de la Gran Guerra de 2077, un intercambio nuclear apocalíptico entre Estados Unidos y China. La serie se desarrolla en una historia alternativa de la Tierra, donde los avances en tecnología nuclear tras la Segunda Guerra Mundial condujeron al surgimiento de una sociedad retrofuturista y a una posterior guerra por los recursos.
Muchos supervivientes se refugiaron en búnkeres conocidos como Refugios, sin saber la mayoría que cada Refugio estaba diseñada para realizar experimentos sociológicos y psicológicos con sus moradores por encargo de Vault-Tec. Más de 200 años después, en 2296, una joven, Lucy MacLean, abandona su hogar en el Refugio 33 para aventurarse en el peligroso yermo de un devastado Los Ángeles en busca de su padre, secuestrado por asaltantes del Yermo. En el camino, conoce a un escudero de la Hermandad del Acero llamado Maximus y a un legendario cazarrecompensas necrófago llamado Cooper Howard, cada uno con su propio pasado y planes que resolver.
En la segunda temporada, Lucy acompaña a Cooper a New Vegas para descubrir la verdad sobre su padre y Vault-Tec mientras Maximus se prepara para la guerra.

## Reparto y personajes

### Principales
- Ella Purnell como Lucy MacLean: Una joven habitante del Refugio 33
  - Luciana VanDette como Lucy MacLean de joven
- Walton Goggins como el Necrófago / Cooper Howard: Un antiguo actor de Hollywood y embajador de Vault-Tec que se transformó en un necrófago después de que cayeron las bombas y ahora se gana la vida como pistolero y cazarrecompensas.
- Kyle MacLachlan como Hank MacLean: El padre de Lucy y Norm y el supervisor del refugio 33.
- Aaron Moten como Maximus: Un escudero de la Hermandad del Acero que se convierte en aliado de Lucy.
  - Amir Carr como Maximus de joven en los flashbacks
- Moisés Arias como Norm MacLean: Un residente del Refugio 33 y hermano de Lucy.
- Xelia Mendes-Jones como Dane: El escriba de la Hermandad del Acero y amigo más cercano de Maximus.

### Recurrentes
- Sarita Choudhury como Lee Moldaver: la comandante de una división militar de la República de Nueva California con una conexión pasada con Hank.
- Leslie Uggams como Betty Pearson: miembro del consejo de gobierno del Refugio 33 y más tarde Supervisora, que se origina en el Refugio 31.
- Johnny Pemberton como Thaddeus: un escudero de la Hermandad del Acero que sirve a Maximus.
- Zach Cherry como Woody Thomas: miembro del consejo de gobierno del Refugio 33.
- Annabel O'Hagan como Stephanie Harper: una residente embarazada del Refugio 33 y la amiga más cercana de Lucy, que es originaria del Refugio 31.
- Dave Register como Chet: primo de Lucy y guardián del Refugio 33.
- Rodrigo Luzzi como Reg McPhee: miembro del consejo de gobierno del Refugio 33
- Leer Leary como Davey: un residente del Refugio 33
- Elle Vertes como Rose MacLean, la madre de Lucy y Norm.
- Frances Turner como Barb Howard: la esposa de Cooper y alta ejecutiva de Vault-Tec.
- Teagan Meredith como Janey Howard, la hija de Cooper en 2077.

### Invitados
- Michael Cristofer como el clérigo anciano Quintus, superior de Maximus.
- Mykelti Williamson como Honcho, un cazarrecompensas que revive a Cooper de su prisión.
- Matt Berry
  - Como «Mr. Handy», un robot ayudante de General Atomics en 2077.
  - Como «Snip Snip», un Mr. Handy convertido en recolector de órganos.
  - Como Sebastian Leslie, actor inglés que prestó su voz a los Handy y amigo de Cooper antes de la Primera Guerra Mundial.
- Cameron Cowperthwaite como Monty, un asaltante que se «casó» con Lucy como parte de una artimaña para secuestrar a Hank.
- Mike Doyle como Bob Spencer, el empleador de Cooper para la fiesta de cumpleaños de un niño.
- Michael Emerson como el Dr. Siggi Wilzig, un enigmático desertor del Enclave cuya cabeza contiene la solución para la Fusión Fría.
- Michael Rapaport como el caballero Titus, a quien Maximus inicialmente sirve y luego imita.
- Dale Dickey como Ma June, una tendera cascarrabias del asentamiento de Filly.
- Jon Daly como el vendedor de aceite de serpiente, un comerciante habitante del páramo.[4]
- Michael Abbott Jr. como un granjero solitario que vive a las afueras de Filly.
- Neal Huff como Roger, un ghoul amigo de Cooper, que sucumbe lentamente a la ferocidad.
- Michael Esper como Bud Askins / Cerebro en una habitación, vicepresidente sénior de Vault-Tec en 2077 y supervisor del Refugio 31 después de la guerra.
- Matty Cardarople y Elvis Valentino Lopez como Huey y Ardilla, dos torpes recolectores de órganos.
- Chris Parnell como Benjamin, el cíclope supervisor del Refugio 4.
- Cherien Dabis como Birdie, residente del Refugio 4 nacida en la superficie y antigua residente de Shady Sands.
- Glenn Fleshler como Sorrel Booker, el autoproclamado «presidente» del Gobierno (sic)
- Dallas Goldtooth como Charles Whiteknife, un actor preapocalíptico amigo de Cooper.
- Eric Berryman como Lloyd Hawthorne, el primer supervisor del Refugio 4.
- Angel Desai como Cassandra Hawthorne, la esposa de Lloyd.
- Fred Armisen como DJ Carl, presentador de una emisora de radio clásica.
- Erik Estrada como Adam, un exguardabosques de la RNC convertido en granjero/buscador de chatarra
- Michael Mulheren como Frederick Sinclair, representante de Big MT y fundador del Casino Sierra Madre.
- Rafi Silver como Robert Edwin House, director ejecutivo de RobCo Industries y gobernante del New Vegas Strip en 2281.
- James Yaegashi como Leon Von Felden, un alto ejecutivo de West-Tek.
- Rebecca Watson como Julia Masters, una alta ejecutiva de REPCONN.

## Episodios
| N.º | Título                        | Dirigido por                       | Escrito por                             | Fecha de emisión original |
| --- | ----------------------------- | ---------------------------------- | --------------------------------------- | ------------------------- |
| 1 | «The End» «El fin»            | Jonathan Nolan                     | Geneva Robertson-Dworet & Graham Wagner | 10 de abril de 2024       |
| En 2077, el actor Cooper Howard y su hija Janey quedan atrapados en medio de un ataque nuclear contra Los Ángeles. 219 años después, Lucy MacLean, habitante del Refugio 33, se ofrece como voluntaria para un matrimonio concertado con un habitante del Refugio 32. Después de la boda, se revela que los visitantes del Refugio 32 son asaltantes liderados por Lee Moldaver. El padre de Lucy y supervisor del Refugio 33, Hank MacLean, se ve obligado a irse con ellos. Desafiando las regulaciones de Vault, Lucy decide ir sola a la superficie para buscar a su padre. Mientras tanto, Maximus, aspirante a la Hermandad del Acero, es ascendido al rango de escudero y se une al Caballero Titus en la búsqueda de un miembro del Enclave. En otra parte, varios cazarrecompensas localizan a Howard, que ha sido transformado por la radiación en un Ghoul, e intentan reclutarlo para encontrar al mismo miembro del Enclave. En cambio, Howard los mata a todos y persigue la recompensa solo. |                               |                                    |                                         |                           |
| 2 | «The Target» «El objetivo»    | Jonathan Nolan                     | Geneva Robertson-Dworet & Graham Wagner | 10 de abril de 2024       |
| En una instalación de Enclave, el Dr. Siggi Wilzig desarrolla un misterioso dispositivo azul antes de inyectarlo en su cuello. Huye de las instalaciones con su perro experimental, CX404. En el páramo, Lucy se encuentra con Wilzig, quien la insta a regresar al Refugio 33. Maximus y Titus comienzan su búsqueda y son atacados por un oso mutante. Titus está herido, pero su maltrato hacia Maximus hace que el escudero lo deje desangrarse antes de tomar la servoarmadura del caballero. Lucy se reúne con Wilzig en Filly, donde intenta conseguir un pasaje seguro a Moldaver. Buscando la recompensa, Howard los ataca, pero Maximus lo distrae, lo que le permite a Lucy escapar con Wilzig. Un CX404 herido queda atrás, pero Howard cura al perro y lo usa para rastrear a Wilzig. Herido de muerte, Wilzig ingiere cianuro porque cree que frenará a Lucy y le ordena que le entregue su cabeza a Moldaver a cambio de Hank. |                               |                                    |                                         |                           |
| 3 | «The Head» «La cabeza»        | Jonathan Nolan                     | Geneva Robertson-Dworet & Graham Wagner | 10 de abril de 2024       |
| Maximus asume la identidad de Titus y la Hermandad envía un nuevo escudero, Thaddeus, creyendo que Maximus está muerto. Lucy es atacada por un trago que se traga la cabeza de Wilzig. Howard llega con CX404 y usa a Lucy como cebo para atraer al devorador, pero las sustancias químicas que mantienen su salud se destruyen en el intento. Dejando atrás a CX404, Howard se marcha con Lucy como prisionera. Maximus y Thaddeus rastrean la cabeza hasta el mismo lugar y derrotan al devorador, recuperando la cabeza y tomando la custodia de CX404. De vuelta en el Refugio 33, Norm le pide al consejo que ejecute a varios asaltantes capturados por asesinato, pero es rechazado. 219 años antes, Howard se convierte en un famoso portavoz de Vault-Tec, animado por su esposa, una alta ejecutiva de la empresa. |                               |                                    |                                         |                           |
| 4 | «The Ghouls» «Los necrófagos» | Daniel Gray Longino                | Kieran Fitzgerald                       | 10 de abril de 2024       |
| En el Refugio 33, Norm comienza a sospechar después de un intercambio con un asaltante cautivo. Él y Chet exploran el Refugio 32 y descubren que sus residentes murieron dos años antes como consecuencia de luchas internas y que alguien usó el Pip-Boy de su madre Rose para dejar entrar a los asaltantes. Howard vende a Lucy a una banda de recolectores de órganos para intercambiar por sustancias químicas antes de colapsar. A punto de ser abierta, Lucy se defiende y libera a los demonios cautivos en poder de los recolectores. Los pocos demonios salvajes los atacan y Lucy se ve obligada a matar por primera vez. Ella se va, no sin antes darle algunas drogas a Howard. |                               |                                    |                                         |                           |
| 5 | «The Past» «El pasado»        | Clare Kilner                       | Carson Mell                             | 10 de abril de 2024       |
| Maximus confiesa su verdadera identidad a Thaddeus; disgustado, Thaddeus desactiva su servoarmadura y se va con la cabeza de Wilzig y CX404. Lucy encuentra a Maximus y acuerdan trabajar juntos para recuperar la cabeza. En su búsqueda, la pareja se topa con las ruinas de Shady Sands, una ciudad que alguna vez fue próspera de la posguerra y el antiguo hogar de Maximus. Maximus es herido por un Demonio, y mientras busca suministros médicos en un edificio abandonado de Vault-Tec, los dos caen accidentalmente en el Refugio 4. De vuelta en el Refugio 33, la presidenta del consejo Betty Johnson es elegida supervisora. Norm piratea la computadora central del Refugio 32 y descubre que el Refugio 31 ha proporcionado supervisores (incluido su padre) para el 32 y 33 desde el día en que cayeron las bombas. Betty ordena que el Refugio 32 sea repoblado por 33 una vez limpio de los habitantes fallecidos. |                               |                                    |                                         |                           |
| 6 | «The Trap» «La trampa»        | Frederick E.O. Toye                | Karey Dornetto                          | 10 de abril de 2024       |
| Lucy y Maximus son recibidos por Birdie, una sobreviviente de Shady Sands, y Ben, el supervisor del Refugio 4. Explican que el Refugio 4 se ha abierto a la superficie y ha acogido a muchos refugiados de Shady Sands y sus alrededores. Mientras Maximus se aclimata lentamente a la Bóveda, Lucy está horrorizada por los excéntricos rituales de los refugiados y la adoración de Moldaver como "La Madre Llama". Convencida de que el Refugio 4 esconde algo, se aventura al nivel prohibido 12. Descubre experimentos humanos antes de ser atrapada, pero le explican que los ciudadanos del Refugio 4 lucharon contra estos científicos y ahora viven en paz. Antes de la guerra, Howard entra en conflicto por el secreto de la asociación de Barb con Vault-Tec. Lo invitan a una reunión encubierta para discutir la conspiración detrás de Vault-Tec, organizada por un Moldaver más joven. |                               |                                    |                                         |                           |
| 7 | «The Radio» «La radio»        | Frederick E.O. Toye & Clare Kilner | Chaz Hawkins                            | 10 de abril de 2024       |
| Los residentes del Refugio 4 se reúnen mientras Lucy se prepara para la expulsión de la bóveda. Maximus se va con ella, después de un breve conflicto con los residentes de la bóveda. Thaddeus abandona CX404 y se pone en contacto con la Hermandad. Lucy y Maximus finalmente alcanzan a Thaddeus; Después de enterarse de que se está convirtiendo en un demonio, por lo que la Hermandad lo condenaría a muerte, Thaddeus renuncia a la cabeza. Lucy continúa su viaje sola mientras Maximus se queda para distraer a la Hermandad. Norm ingresa en secreto al Refugio 31. Mientras tanto, Howard, después de haber determinado la ubicación de Moldaver, se reúne con CX404. En 2077, una Moldaver más joven (entonces llamada Sra. Williams) revela que el conglomerado detrás de Vault-Tec, que se beneficiaba de la guerra, archivó su investigación sobre la fusión fría a pesar de su potencial para proporcionar energía ilimitada y prevenir una guerra inminente. Ella convence a Howard de que no puede confiar en su esposa y que debería grabar todas sus conversaciones con la junta directiva de la empresa. |                               |                                    |                                         |                           |
| 8 | «The Beginning» «El comienzo» | Wayne Yip                          | Gursimran Sandhu                        | 10 de abril de 2024       |
| Lucy y Norm, de forma independiente, descubren la verdad de la guerra, mientras Howard también recuerda esa verdad. Antes de la guerra, Howard escucha a escondidas a Barb y su colega, Bud Askins, y descubre que están gestionando explícitamente los planes de Vault-Tec de iniciar una guerra nuclear para eliminar a sus competidores garantizando la paz mediante el monopolio sobre los humanos de la bóveda. Howard también conoce a Betty Pearson y Hank MacLean de Vault-Tec. Norm descubre que el Refugio 31 contiene a los ejecutivos júnior de Vault-Tec almacenados criogénicamente, supervisados por el cyborg cerebro sobre ruedas de Bud, quien atrapa a Norm en el Refugio 31. Lucy le gira la cabeza a Moldaver, quien revela que Rose salió del refugio con los bebés Lucy y Norm; que Hank la encontró y se llevó a los niños; y que Hank bombardeó Shady Sands con una bomba nuclear, convirtiendo a Rose en un demonio salvaje. Maximus es perdonado por la Hermandad y se une a la próxima batalla contra las fuerzas de Moldaver. Lucy convence a Hank para que le dé a Moldaver el código que activa su reactor de fusión. Maximus se dirige hacia Lucy y libera a Hank pero lo ataca después de enterarse de su papel en la destrucción de Shady Sands. Howard rechaza a Hank después de que Lucy lo repudia por sus acciones. Howard, creyendo que su familia aún podría estar viva, se ofrece a guiar a Lucy hacia el este para encontrarlo; ella acepta su oferta. Maximus es testigo de cómo Moldaver activa el reactor de fusión, alimentando la ciudad justo antes de morir a causa de sus heridas. Las fuerzas victoriosas de la Hermandad asumen que Maximus es responsable de la muerte de Moldaver y lo aclaman como Caballero Maximus. Hank huye a los restos de New Vegas. |                               |                                    |                                         |                           |

## Producción

### Desarrollo
Bethesda Game Studios había sido contactada varias veces para una adaptación televisiva de la serie de videojuegos Fallout desde que la desarrolladora estrenó el videojuego Fallout 3 en 2008, según Todd Howard de Bethesda, aunque sintió que ninguna de las sugerencias cumplía con la visión de la serie Fallout. El ejecutivo de marketing de Bethesda, Pete Hines, también advirtió a la compañía en 2015 sobre el impacto potencial de una mala adaptación de sus videojuegos, diciendo: «Hay muchas más cosas que pueden salir mal de las que pueden salir bien con esto», ya que el director de la adaptación podía anular la visión de la serie. Hines señaló el ejemplo de la película Doom de 2005 como ejemplo de mala adaptación. La situación cambió cuando Jonathan Nolan se acercó a Bethesda con su idea de una serie de televisión de Fallout, habiendo sido un ávido jugador de la serie de juegos. Howard descubrió que Nolan tenía una visión clara para la adaptación y estuvo de acuerdo en que este enfoque era una buena manera de llevar la serie de juegos a la pantalla de televisión.
En julio de 2020 se anunció que una adaptación televisiva de la franquicia de videojuegos había recibido un compromiso de serie de Amazon Studios, y que Jonathan Nolan y Lisa Joy serían los encargados de desarrollar la serie. En una entrevista en agosto de 2021, Joy describió la serie como «una aventura gonzo, loca, divertida y mental como ninguna que hayas visto antes».
En 2022, la producción de la serie se programó para comenzar en algún momento de ese año, con Nolan encargado de dirigir el episodio piloto y Geneva Robertson-Dworet y Graham Wagner contratados como showrunners de la serie.
Se confirmó que la serie se desarrollaría dentro de la misma continuidad que la franquicia durante una entrevista el 28 de noviembre de 2023, porque Howard quería evitar adaptar cualquiera de los juegos anteriores y buscaba contar una historia original.El escenario del año 2296 de la serie es el futuro más lejano en el que ha ocurrido la franquicia Fallout. El 18 de abril de 2024, Amazon Prime Video renovó la serie para una segunda temporada.

### Casting

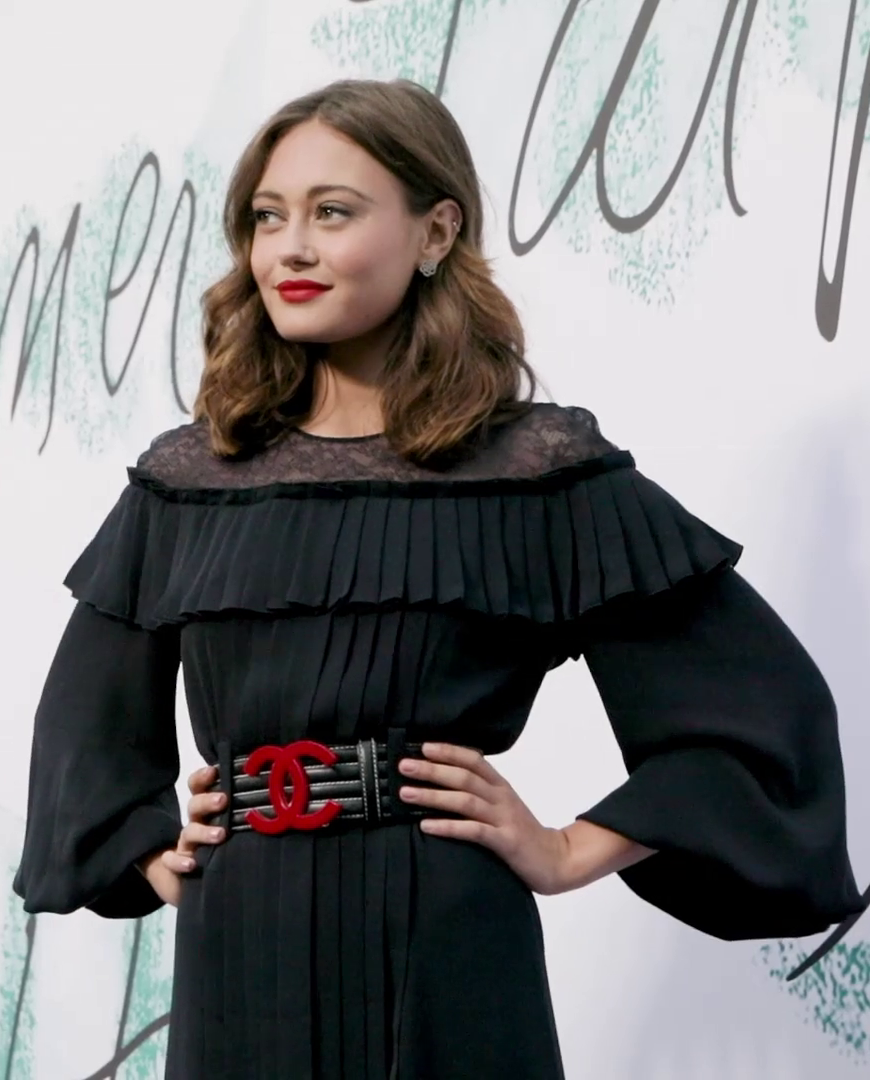
Ella Purnell, principal protagonista de la serie en 2017

En febrero de 2022, Walton Goggins fue elegido para interpretar uno de los papeles principales de la serie, potencialmente como un mutante. En marzo de ese año, Ella Purnell se unió al elenco. En junio, Kyle MacLachlan, Xelia Mendes-Jones y Aaron Moten se agregaron al elenco como personajes regulares. En octubre de 2023, se anunció que Sarita Choudhury, Michael Emerson, Leslie Uggams y Zach Cherry se habían unido al elenco de la serie.
En noviembre de 2024, Macaulay Culkin se unió al elenco para la segunda temporada en un papel aún no revelado.

### Rodaje

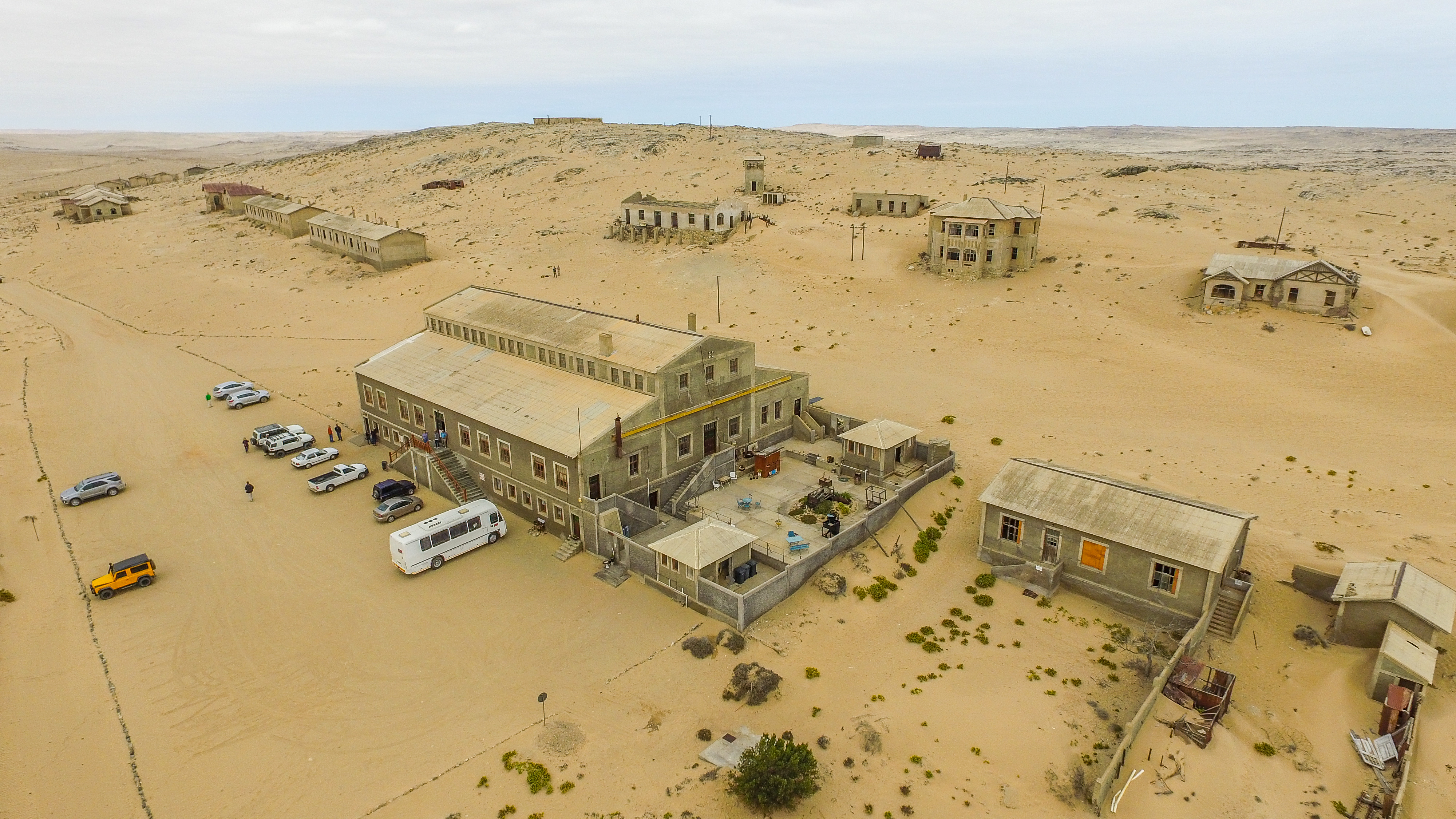
Una toma cenital de Kolmanskop (Namibia), lugar que se utilizó para filmar algunas escenas del páramo.

El rodaje de la serie comenzó el 5 de julio de 2022 en Nueva Jersey, Nueva York y Utah. Algunas escenas del páramo se rodaron en la antigua ciudad minera de Kolmanskop (Namibia), en la costa de los Esqueletos. Algunas escenas fueron filmadas en los restos del naufragio del Eduard Bohlen.
Nolan dirigió los primeros tres episodios de la serie, con Stuart Dryburgh y Teodoro Maniaci como directores de fotografía.
El rodaje principal de la segunda temporada se llevará a cabo en Los Ángeles y Toronto para aprovechar un incentivo fiscal de 25 millones de dólares ofrecido por el estado de California. El rodaje estaba previsto que empezara en septiembre de 2024, pero no comenzó hasta principios de diciembre de ese mismo año. Además se detuvo en enero de 2025, debido a los incendios de Los Ángeles, por lo que no terminó hasta el 7 de mayo de 2025.

### Música
En enero de 2024, se reveló que Ramin Djawadi había compuesto una partitura inspirada en las obras de las composiciones de la serie de videojuegos Fallout de Inon Zur. Amazon publicó la primera banda sonora de la serie de televisión el 8 de abril de 2024.

### Posproducción
Jay Worth se desempeñó como supervisor de efectos visuales de la producción,  regresando a trabajar con el director Jonathan Nolan y la productora ejecutiva Lisa Joy después de Person of Interest, Westworld, The Peripheral y Reminiscence. Grant Everett fue el supervisor de efectos visuales en el set que reunió una variedad de estudios de efectos visuales para el medio ambiente, las criaturas, el trabajo de superficies duras y más. Framestore en Montreal se encargó del trabajo de las criaturas de Yao Gui y Gulper, RISE FX en Alemania de las tomas de Vertibird, el trabajo de servoarmaduras y numerosos entornos, el estudio sueco Importante Looking Pirates se encargó de Cyclops y Snip Snip.  FutureWorks en India hizo todas las narices de Ghoul. Refuge, CoSA, Mavericks, One of Us, Studio 8 y Deep Water FX también participaron en las 3300 tomas de efectos visuales de la temporada.

## Estreno
Inicialmente Fallout tenía previsto su estreno en Amazon Prime Video el 11 de abril de 2024, pero esta fecha se adelantó posteriormente al 10 de abril. La segunda temporada se estrenará el 17 de diciembre de 2025, y los episodios restantes se lanzarán semanalmente hasta el 4 de febrero de 2026.
La primera temporada de Fallout fue lanzada en Ultra HD Blu-ray, Blu-ray y DVD por MGM Home Entertainment el 8 de julio de 2025. Una edición limitada en Ultra HD Blu-Ray steelbook estará disponible exclusivamente a través del sitio web de Amazon y vendrá con seis tarjetas de arte coleccionables.

## Recepción

### Respuesta de la crítica
El sitio web de recopilación de reseñas Rotten Tomatoes le dio a la serie una calificación de aprobación de producto fresco certificado del 93% según 59 reseñas de críticos. El consenso de los críticos del sitio web dice: «Fallout es una adaptación que se siente como una verdadera extensión de los juegos, es una explosión post apocalíptica tanto para los recién llegados como para los fanáticos de toda la vida». Mientras que Metacritic le asignó a la serie una puntuación de 72 sobre 100 basada en 26 críticas, lo que indica «críticas generalmente favorables».
Kristen Baldwin de Entertainment Weekly le dio a la serie una B+ y dijo: «La temporada de ocho episodios existe en un universo vívido y cautivador que resultará familiar para los jugadores, aunque no es necesario conocer la franquicia para disfrutar de sus placeres distópicos oscuramente cómicos». Al revisar la serie para el San Francisco Chronicle, Zaki Hasan le dio una calificación de 3/4 y escribió: «Con una serie de misterios en desarrollo, protagonistas que nos interesan y una misión que queremos llevar hasta el final, Fallout está bien situada para hacer crecer la base de seguidores leales que ha mantenido la franquicia de videojuegos durante 27 años».
Múltiples fanáticos y críticos calificaron la serie como una de las mejores adaptaciones de videojuegos de todos los tiempos. Las adaptaciones cinematográficas y televisivas de videojuegos en general tienen mala reputación debido a múltiples fracasos de alto perfil (como la película Doom) a lo largo de los años. En este sentido, los comentaristas han comparado la serie de televisión Fallout con The Last of Us, otra adaptación exitosa.
En un vídeo de YouTube, Tim Cain elogió la adaptación por estar a tono con la serie y por sus Huevos de Pascua y personajes. También defendió la adaptación de las acusaciones de contradecir el canon de Fallout.

### Premios y nominaciones
| Premios          | Fecha de concesión  | Categoría                              | Nominado(s)    | Resultado | Ref.   |
| ---------------- | ------------------- | -------------------------------------- | -------------- | --------- | ------ |
| Gotham TV Awards | 4 de junio de 2024  | Serie dramática innovadora             | Fallout        | Nominado  | [ 48 ] |
| Gotham TV Awards | 4 de junio de 2024  | Mejor actuación en una serie dramática | Walton Goggins | Nominado  | [ 48 ] |
| TCA Awards       | 12 de julio de 2024 | Logro destacado en drama               | Fallout        | Pendiente | [ 49 ] |
| TCA Awards       | 12 de julio de 2024 | Nuevo programa excepcional             | Fallout        | Pendiente | [ 49 ] |